# Pentidotea stenops
Pentidotea stenops là một loài chân đều trong họ Idoteidae. Loài này được Benedict miêu tả khoa học năm 1898.